# Špička (brána)
Brána Špička je fragmentárně dochovaná gotická brána, která se nachází v bývalém opevnění pražského Vyšehradu.

## Popis
Mohutná věžovitá stavba pevnostního charakteru byla nejvýraznější částí středověkého vyšehradského opevnění a bránila přírodním terénem nejméně chráněný přístup na ostrožnu od jihovýchodu. Dle prospektu Prahy z r. 1562 od J. Kozla a M. Peterleho se jednalo o trojdílnou stavbu s podsebitím na krakorcích a vysokými jehlancovými střechami nad arkýři. Zachovala se severní třetina přízemní části s výběhy žeber klenby středního průjezdu.
Rekonstrukce předpokládaného gotického vzhledu brány Špička byl inspirací architekta Quida Bělského pro pavilon Klubu českých turistů na Jubilejní výstavě roku 1891, který po přenesení slouží jako zrcadlové bludiště na Petříně.

## Galerie

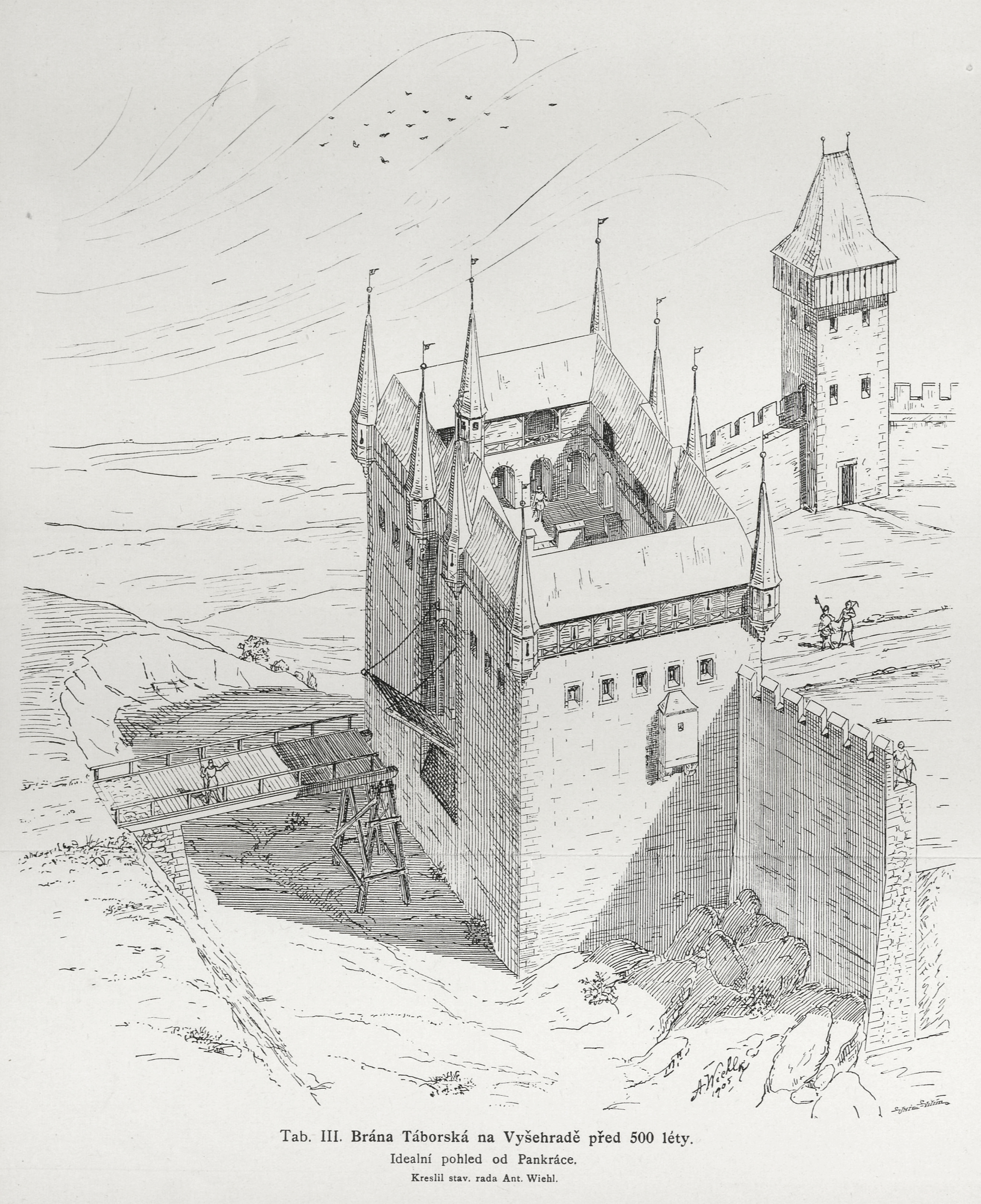
Hmotová rekonstrukce brány od Antonína Wiehla z roku 1905 – ideální pohled od Pankráce
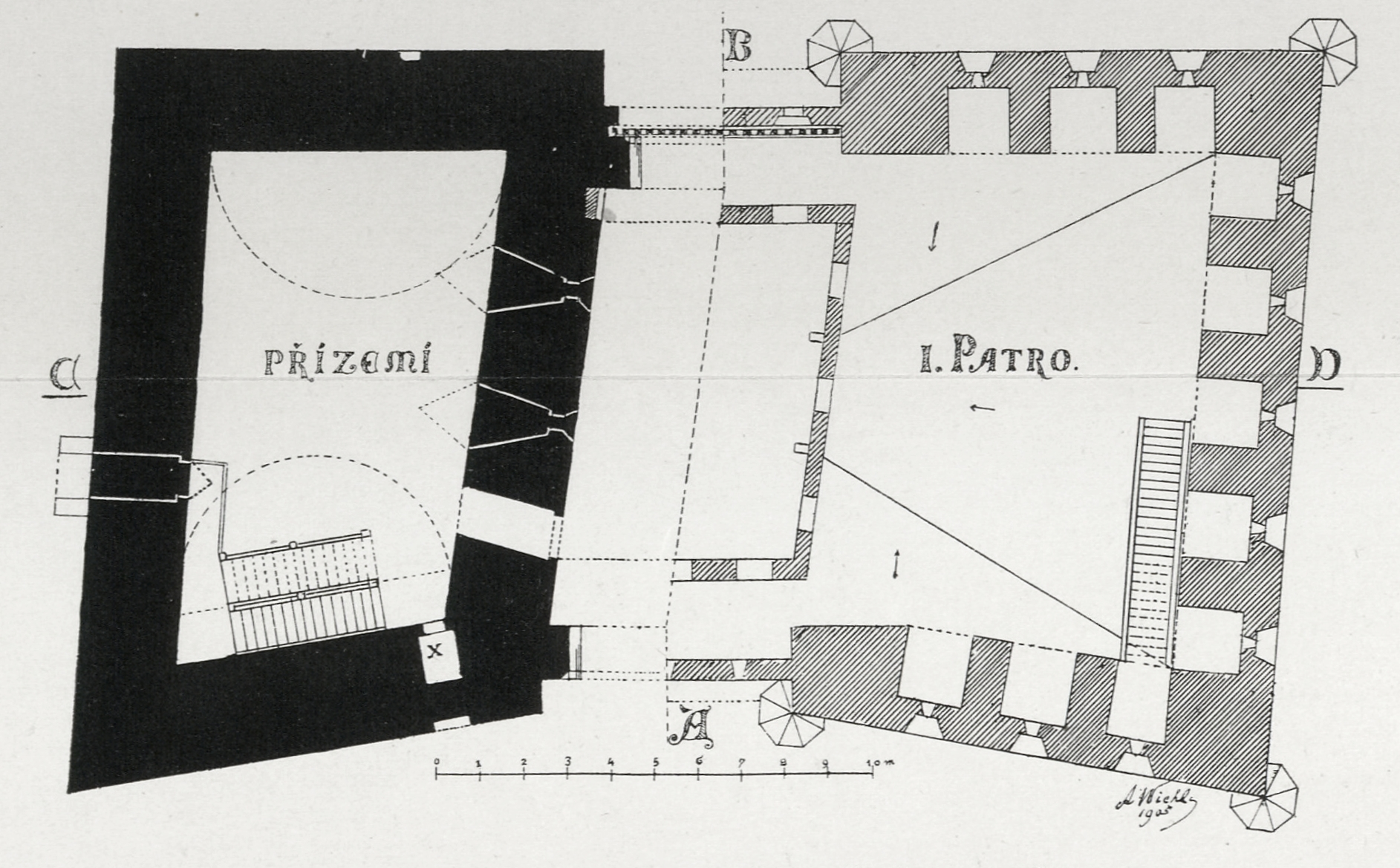
Rekonstrukce půdorysu brány od Antonína Wiehla z roku 1905
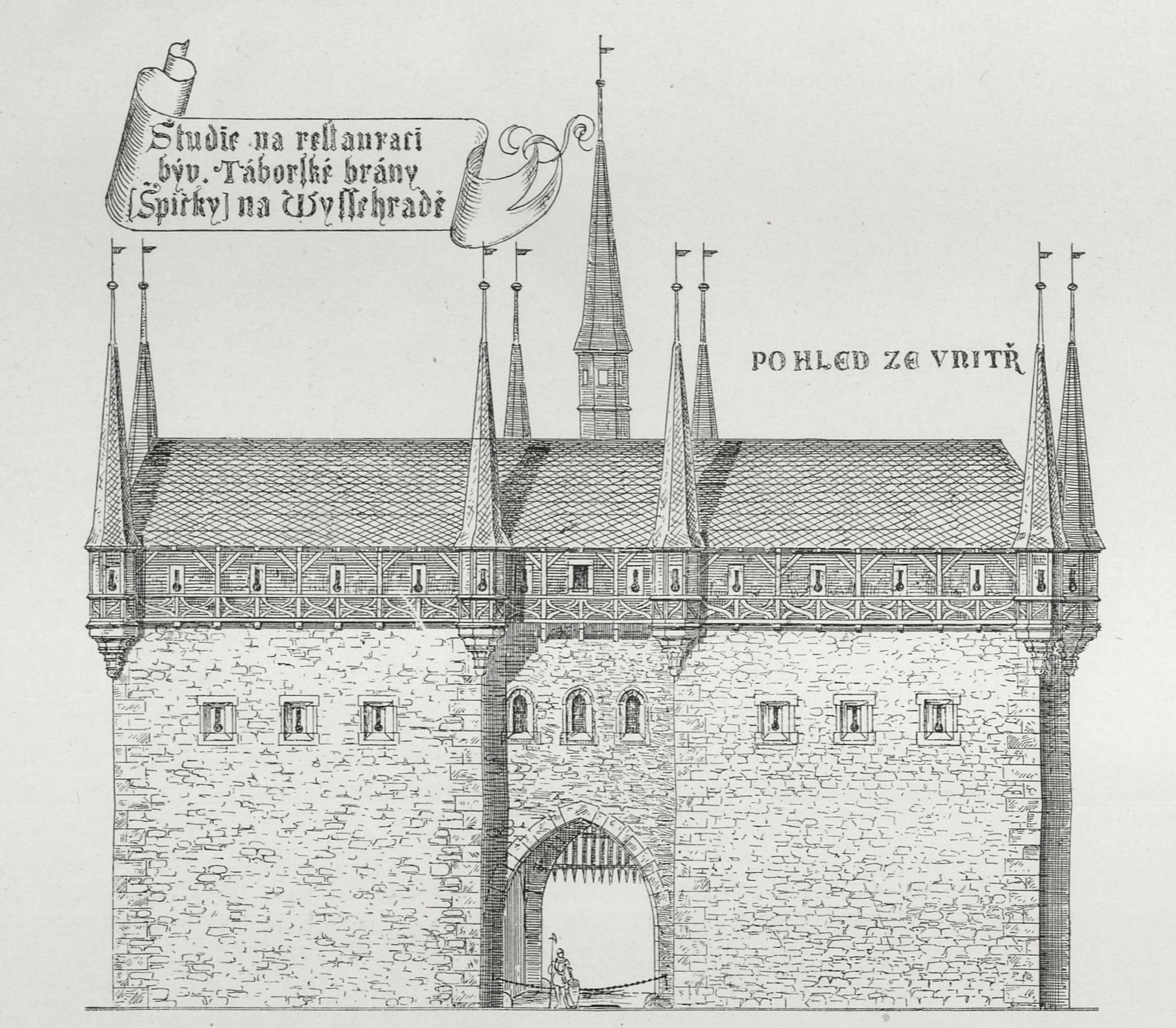
Hmotová rekonstrukce brány od Antonína Wiehla z roku 1905 – pohled zevnitř opevnění
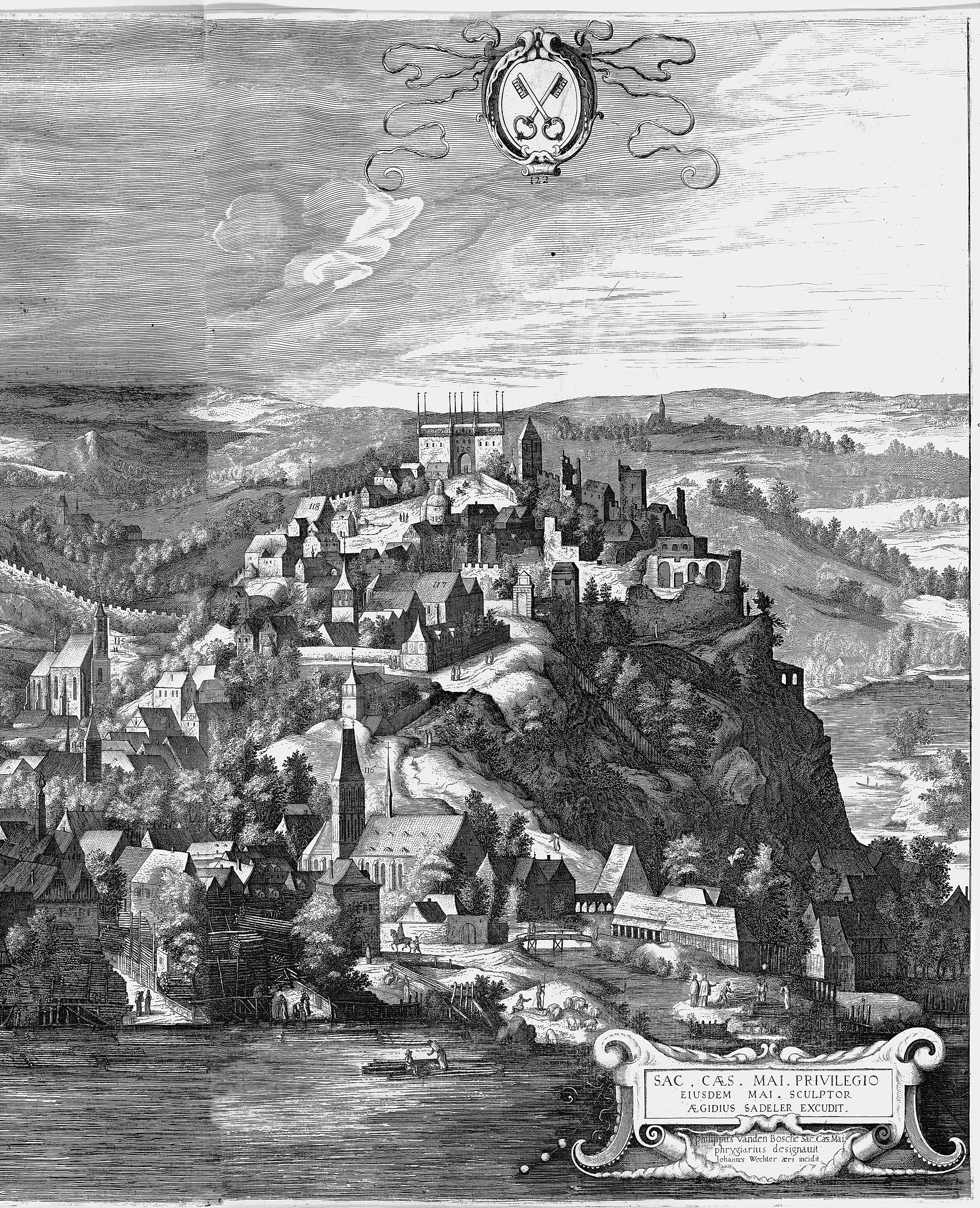
Sadelerův prospekt zachycující podobu brány v roce 1606